# Wauwermans-Inseln
Die Wauwermans-Inseln (französisch Îles Wanwermans) sind eine Gruppe von kleinen, flachen und schneebedeckten Inseln vor der Danco-Küste des Grahamlands auf der Antarktischen Halbinsel. Sie sind die nördlichste Inselgruppe des Wilhelm-Archipels. Von der nördlich liegenden Anvers-Insel im Palmer-Archipel trennt sie die Bismarck-Straße.
Der deutsche Polarforscher Eduard Dallmann entdeckte sie 1874. Eine Benennung erfolgte jedoch erst bei der Belgica-Expedition (1897–1899) unter der Leitung des belgischen Polarforschers Adrien de Gerlache de Gomery. Dieser benannte die Inseln nach Henri Emmanuel Wauwermans (1825–1902), Präsident der königlich belgischen geographischen Gesellschaft in Antwerpen und Unterstützer der Forschungsreise.